# Mike English
Mike English es un jugador profesional de baloncesto de nacionalidad estadounidense y pasaporte austríaco cuya mayor parte de su carrera ha transcurrido en clubes de distintos países de Europa. Con 1,94 metros de altura, ocupa la posición de escolta, aunque su versatilidad hace que pueda jugar de alero si es necesario.
Se formó como jugador en la Universidad de Misuri-Kansas City donde participó varias temporadas en la NCAA. Una vez concluida su etapa universitaria en el 2005 dio el salto Europa para fichar por el Arkaida Lions de la liga austríaca de la que fue elegido MVP al final de la temporada. En el 2006 fichó por el Dombovar de la liga húngara de la que también fue designado como MVP.
En la temporada 2008-09 llega a España para fichar por el Cáceres 2016 Basket de la LEB Oro, sin embargo no acaba de adaptarse al equipo por lo que en enero de 2009 llega a un acuerdo con el club para rescindir su contrato.

## Trayectoria deportiva
- Universidad de Misuri-Kansas City (NCAA)  Estados Unidos.
- 2005-06.  Arkadia Traiskirchen Lions (liga austríaca)  Austria.
- 2006-08. Dombovar (liga húngara)  Hungría.
- 2008-09. Cáceres 2016 (LEB Oro)  España.
- 2009-10. Atomerőmű SE (liga húngara)  Hungría.